# 新郷村立新郷小学校
新郷村立新郷小学校（しんごうそんりつ しんごうしょうがっこう）は、青森県三戸郡新郷村戸来にある公立小学校。

## 沿革
- 1874年（明治7年）12月24日 - 戸来村字田中の細川重人宅を借用し、戸来小学として発足。
- 1881年（明治14年）9月 - 三嶽下61番戸に校舎新築。
- 1873年（明治16年） - 川代分校設置。
- 1887年（明治20年）1月 - 戸来尋常小学校と改称。川代分校が、昇格・独立し、川代簡易小学校となる。
- 1892年（明治25年）1月 - 金ヶ沢に移転し、金ヶ沢尋常小学校と改称。
- 1897年（明治30年）4月 - 高等小学校併置し、金ヶ沢尋常高等小学校と改称。
- 1900年（明治33年） - 校舎新築、戸来尋常高等小学校と改称。
- 1907年（明治41年）8月 - 小坂分教場節約。
- 1922年（大正11年）8月31日 - 戸来村字小坂上5番地に小坂分教場新校舎竣工。
- 1940年（昭和15年）4月1日 - 小坂分教場が、昇格・独立し、小坂尋常小学校となる。
- 1941年（昭和16年）4月1日 - 国民学校令により、戸来国民学校と改称。
- 1947年（昭和22年）4月1日 - 学制改革により、戸来村立戸来小学校と改称。同日、戸来中学校を併置し、高等科生を中学校に移籍。
- 1950年（昭和25年）
  - 3月8日 - 中の平分校設置。
  - 3月17日 - 戸来字大久保88番地（現在地）に校舎新築。
- 1954年（昭和29年）4月1日 - 中の平分校が、昇格・独立し、金ヶ沢小学校となる。
- 1955年（昭和30年）7月29日 - 町村合併により、新郷村立戸来小学校と改称。
- 1959年（昭和34年）3月31日 - 金ヶ沢小学校を併合。金ヶ沢小学校に移転。
- 1961年（昭和36年）11月1日 - 体育館落成。
- 1986年（昭和61年）11月 - 鉄骨平屋建の新体育館が落成[2]。
- 2005年（平成17年）11月 - 不審者対策により、村教育委員会より、全学級と職員室に催涙スプレーが配備された[3]。
- 2021年（令和3年）
  - 4月1日 - 戸来小学校と西越小学校を統合[4]し、新郷村立新郷小学校と改称。
  - 4月2日 - 統合記念式典を開催。

## 学区
- 新郷村全域。

## アクセス
- 新郷村役場から、車で約500m・約1分。
- 新郷村営バス「金ヶ沢」バス停下車後、徒歩約490m・約8分。

## 周辺
- 新郷村立新郷中学校
- 国道454号
- 新郷郵便局
- 新郷村役場

## 参考資料
- 『青森県教育史 別巻』（青森県教育委員会・1973年12月20日発行）864頁「学校沿革 小学校 戸来小学校」